# Campionato mondiale di hockey su ghiaccio maschile 2012
Il 76º Campionato mondiale di hockey su ghiaccio è stato assegnato dall'International Ice Hockey Federation alla Finlandia e alla Svezia, che lo hanno ospitato nelle città di Helsinki e Stoccolma nel periodo tra il 4 e il 20 maggio 2012. È stata la prima volta in tempi moderni che due nazioni venivano scelte come organizzatrici di un campionato mondiale; la Finlandia ospitò da sola l'ultimo mondiale nel 2003, mentre la Svezia nel 2002. Le semifinali e le finali si sono disputate in Finlandia, mentre nel 2013 è avvenuto l'inverso con la fase finale del torneo disputata in Svezia. Il torneo è servito per determinare in base alla classifica mondiale IIHF le prime nove nazionali già qualificate alle olimpiadi invernali di Soči nel 2014.
La nazionale finlandese era la detentrice del titolo in virtù del successo conseguito nel 2011, grazie al successo in finale per 6-1 contro la nazionale svedese.
Il torneo è stato vinto dalla Russia, la quale ha conquistato il suo quarto titolo sconfiggendo in finale la Slovacchia per 6–2. La Repubblica Ceca invece sconfiggendo i padroni di casa della Finlandia per 3-2 ha ottenuto la medaglia di bronzo.

## Scelta della sede
La Finlandia ritirò la propria candidatura per i mondiali del 2011 prima delle votazioni, scegliendo invece di candidarsi per l'edizione del 2012. Sia la Finlandia che la Svezia avrebbero vinto il sorteggio per l'organizzazione delle edizioni 2012 e 2013, tuttavia successivamente i due paesi nordici scelsero di ospitare congiuntamente entrambi i Campionati, più precisamente nel 2012 Finlandia-Svezia e nel 2013 Svezia-Finlandia.

### Risultati della votazione
| Nazione   | Voti |
| --------- | ---- |
| Finlandia | 64   |
| Svezia    | 35   |

## Stadi
- L'Hartwall-areena di Helsinki, nota anche come Helsinki-areena, è una grande arena polivalente costruita a Helsinki progettata nel 1994 e inaugurata nel 1997 per ospitare il campionato mondiale vinto dal Canada.[7] Ospita le partite casalinghe dello Jokerit, squadra militante nella SM-liiga. Per gli incontri di hockey su ghiaccio la capienza massima è di 13.506 posti a sedere.[8] Ospiterà le partite del Girone H, due quarti di finale, le semifinali e le due finali.[9]
- L'Ericsson Globe di Stoccolma, noto anche come Globen, è un impianto polifunzionale inaugurato nel 1989 e noto per la sua forma sferica di 110 metri di diametro e 85 metri di altezza.[10] Per due volte ha già ospitato i mondiali di hockey, così come alcuni incontri della World Cup of Hockey. Nella configurazione da palazzetto del ghiaccio la capienza massima è di 13.850 spettatori.[11] Nel corso del torneo ospiterà le partite del Girone S e due quarti di finale.[9]

| Hartwall-areena       | Ericsson Globe        |
| 60°12′20″N 24°55′44″E | 59°17′36″N 18°04′59″E |
| Capienza: 13.506      | Capienza: 13.850      |
|                       |                       |

## Variazioni al formato
A differenza delle edizioni precedente le sedici nazionali vengono suddivise in due gruppi da otto squadre ciascuno (A e B). Nel girone all'italiana ciascuna squadra disputa un match contro tutte le altre formazioni, per un totale di sette incontri.
Le migliori quattro squadre di ciascuno dei due gruppi vengono a comporre il quadro delle partecipanti alla fase ad eliminazione diretta. Le prime classificate incontrano le quarte, mentre le seconde si sfidano con le terze. Altra novità riguarda i quarti di finale, dove si affrontano le formazioni provenienti dallo stesso girone per evitare trasferimenti aerei.
Le squadre giunte ultime all'ultimo posto nei gironi A e B vengono retrocesse direttamente nella Prima Divisione - Gruppo A.

## Partecipanti
Al via si presentano sedici squadre, tredici provenienti dall'Europa, due dal Nordamerica e una dall'Asia. Il roster di ciascuna nazionale si compone di almeno 15 elementi fra attaccanti e difensori, oltre a 2 portieri, e al massimo può contare 22 giocatori di movimento con 3 portieri. Tutte e sedici le squadre, attraverso le varie federazioni nazionali, hanno dovuto diramare la lista dei giocatori convocati prima della riunione preliminare della IIHF.
| 13 dall'Europa    | Bielorussia                             | Danimarca                           | Finlandia  | Francia  |
| 13 dall'Europa    | Germania                                | Italia (Promossa dalla I divisione) | Lettonia   | Norvegia |
| 13 dall'Europa    | Rep. Ceca                               | Russia                              | Slovacchia | Svezia   |
| 13 dall'Europa    | Svizzera                                |                                     |            |          |
| 2 dal Nordamerica | Canada                                  | Stati Uniti                         |            |          |
| 1 dall'Asia       | Kazakistan (Promosso dalla I divisione) |                                     |            |          |

## Copertura televisiva

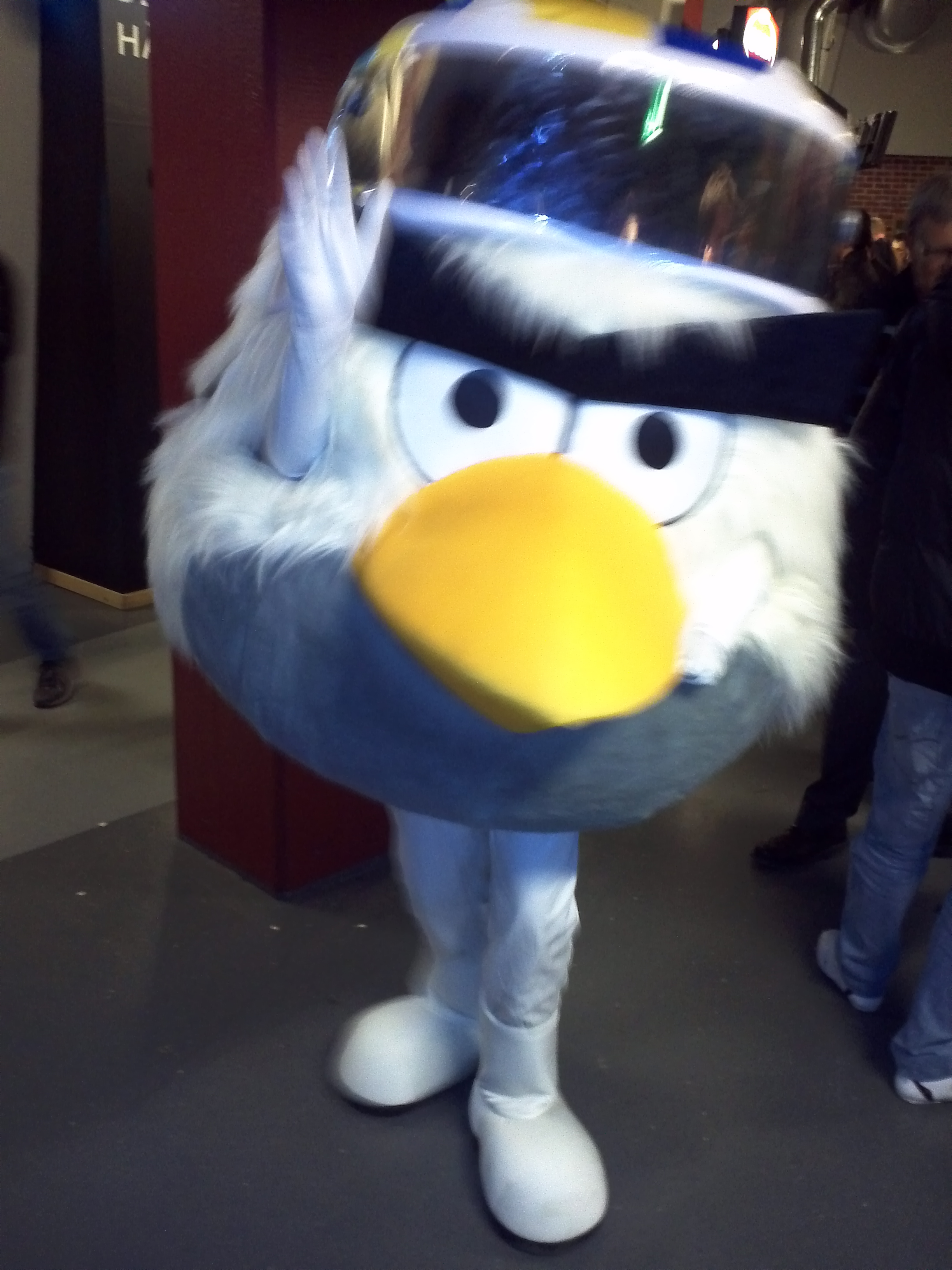
Hockey Bird, mascotte ufficiale del campionato mondiale, ispirato ai personaggi di Angry Birds.

A livello globale l'evento è stato trasmesso in oltre 100 nazioni. Di seguito sono riportate le emittenti televisive delle nazioni partecipanti al campionato mondiale che si sono aggiudicate i diritti a trasmettere le partite dell'avvenimento nel proprio ambito territoriale. Per la prima volta fu offerta gratuitamente la diretta in streaming di tutte le partite del Campionato mondiale su YouTube, con la possibilità di rivedere anche in differita gli incontri.
| Nazione     | Emittente           |
| ----------- | ------------------- |
| Bielorussia | BTRC                |
| Canada      | TSN                 |
| Canada      | RDS                 |
| Rep. Ceca   | Česká televize      |
| Danimarca   | TV2 Sport           |
| Finlandia   | MTV3                |
| Francia     | Sport+              |
| Germania    | Sport1              |
| Italia      | Sportitalia         |
| Kazakistan  | KZ Sport 1          |
| Lettonia    | Viasat              |
| Norvegia    | MAX                 |
| Russia      | Pervyĭ kanal        |
| Russia      | VGTRK               |
| Slovacchia  | STV                 |
| Svezia      | TV4                 |
| Svizzera    | SRG SSR idée suisse |
| Stati Uniti | NBC Sports Network  |

## Raggruppamenti

Nazioni partecipanti al campionato mondiale.

I gruppi del turno preliminare sono stati stabiliti in base alla Classifica mondiale IIHF stilata al termine del Campionato mondiale di hockey su ghiaccio 2011:
| Gruppo H (Helsinki) | Gruppo S (Stoccolma) |
| Finlandia (2)       | Russia (1)           |
| Canada (4)          | Svezia (3)           |
| Stati Uniti (6)     | Rep. Ceca (5)        |
| Svizzera (7)        | Germania (8)         |
| Slovacchia (10)     | Norvegia (9)         |
| Bielorussia (11)    | Lettonia (12)        |
| Francia (14)        | Danimarca (13)       |
| Kazakistan (16)     | Italia (17)          |

* Tra parentesi è indicata la posizione nel Ranking IIHF.

## Arbitri
La IIHF ha selezionato 16 arbitri e 16 giudici di linea per il Campionato mondiale di hockey su ghiaccio maschile 2012:
Arbitri
- Vladimír Baluška
- Antti Boman
- Lars Brüggemann
- Vjačeslav Bulanov
- Martin Fraňo
- Georg Jablukow
- Antonín Jeřábek
- Morgan Johansson

Arbitri
- Keith Kaval
- Danny Kurmann
- Christer Lärking
- Jari Levonen
- David Lewis
- Konstantin Olenin
- Steve Patafie
- Brent Reiber

Giudici di linea
- Roger Arm
- Petr Blumel
- Jimmy Dahmen
- Ivan Dedioulia
- Pierre Dehaen
- François Dussureault
- Jon Killan
- Jonathan Morisson

Giudici di linea
- Masi Puolakka
- Andre Schrader
- Sirko Schulz
- Anton Semionov
- Sergej Šeljanin
- Sakari Suominen
- Miroslav Valach
- Jesse Wilmot

## Gironi preliminari
Le sedici squadre partecipanti sono state suddivise in due gruppi. Al termine del raggruppamento le prime quattro squadre di ciascun gruppo avanzano ai quarti di finale, mentre l'ultima classificata viene retrocessa in Prima Divisione - Gruppo A.
Il gruppo H si gioca ad Helsinki, mentre quello S a Stoccolma.

### Girone H
| Arbitri: | Martin Fraňo Antonín Jeřábek |

|                                                                                       |           |                             |
| Okposo 16:52 51:00 Johnson 23:56 Ryan 29:15 Pacioretty 39:38 Slater 45:38 Petry 57:41 | Marcatori | 12:17 Besch 33:17 Bellemare |

| Arbitri: | Lars Brüggemann Georg Jablukow |

|                                    |           |                            |
| Benn 14:21 Eberle 32:20 Ladd 35:21 | Marcatori | 21:58 Tatar 42:59 Bartovič |

| Arbitri: | Morgan Johansson Christer Lärking |

|  |           |               |
|  | Marcatori | 19:18 Niskala |

| Arbitri: | Lars Brüggemann Morgan Johansson |

|                                                        |           |                |
| Rüthemann 09:47 32:08 Streit 11:04 24:08 Du Bois 36:53 | Marcatori | 21:32 Savčenko |

| Arbitri: | Vjačeslav Bulanov Konstantin Olenin |

|                                                    |           |                                                             |
| Tavares 06:38 Skinner 27:34 Kane 49:51 Keith 58:21 | Marcatori | 01:01 Slater 33:54 61:47 Johnson 46:43 Dwyer 56:19 Thompson |

| Arbitri: | Martin Fraňo Christer Lärking |

|                                                                                         |           |                                                     |
| Hecquefeuille 08:59 56:14 Besch 11:27 S. Treille 14:53 Desrosiers 27:49 Bellemare 51:02 | Marcatori | 17:13 Krasnoslobodcev 33:16 Poliščuk 40:42 Žajlauov |

| Arbitri: | Vjačeslav Bulanov Konstantin Olenin |

|               |           |  |
| Pesonen 07:32 | Marcatori |  |

| Arbitri: | Georg Jablukow Antonín Jeřábek |

|                              |           |                            |
| Moser 06:55 11:57 Romy 47:48 | Marcatori | 10:26 Ugarov 21:34 Koltsov |

| Arbitri: | Lars Brüggemann Georg Jablukow |

|                               |           |                                                                                  |
| Henderson 19:22 Rouleau 33:49 | Marcatori | 01:59 49:56 Nugent-Hopkins 09:56 Sharp 13:54 17:21 Benn 33:19 Eberle 52:19 Perry |

| Arbitri: | Morgan Johansson Christer Lärking |

|                           |           |                                                         |
| Faulk 15:41 Stastny 38:47 | Marcatori | 00:47 Graňák 15:04 Radivojevič 19:54 Sekera 59:23 Šatan |

| Arbitri: | Martin Fraňo Jari Levonen |

|                                               |           |                             |
| Koltsov 28:48 Grabovski 33:37 Kovyrshin 33:52 | Marcatori | 02:32 27:42 Krasnoslobodcev |

| Arbitri: | Antonín Jeřábek David Lewis |

|                                                        |           |                         |
| Immonen 06:30 36:45 Komarov 26:05 Filppula 49:46 51:56 | Marcatori | 25:44 Ambühl 37:44 Wick |

| Arbitri: | Georg Jablukow Antonín Jeřábek |

|                                                |           |                              |
| Graňák 01:08 Hudáček 37:49 Kopecký 48:18 59:46 | Marcatori | 11:18 Rymarev 43:15 Puškarev |

| Arbitri: | Martin Fraňo Jari Levonen |

|                                          |           |                            |
| Tavares 20:35 Eberle 40:41 Getzlaf 48:02 | Marcatori | 01:40 Brunner 43:15 Bezina |

| Arbitri: | Georg Jablukow David Lewis |

|                                                                         |           |                                              |
| Abdelkader 01:39 Atkinson 06:31 Thompson 38:21 Ryan 52:10 Stastny 55:34 | Marcatori | 16:15 Kalyuzhny 22:50 Ugarov 59:50 Kovyrshin |

| Arbitri: | Steve Patafie Brent Reiber |

|              |           |                                                                                          |
| Guttig 43:34 | Marcatori | 10:12 Immonen 30:00 Koivu 33:49 44:01 Jokinen 37:12 Niskala 38:08 Kapanen 50:00 Hietanen |

| Arbitri: | Jari Levonen David Lewis |

|                               |           |                               |
| Puškarëv 38:17 Žajlauov 55:54 | Marcatori | 34:12 Brown 44:58 64:38 Faulk |

| Arbitri: | Martin Fraňo Christer Lärking |

|                                           |           |                                                                   |
| Pihlstrom 05:53 Koivu 10:31 Jokinen 27:36 | Marcatori | 25:34 Burrows 34:31 Tavares 38:18 Skinner 46:04 Kane 59:36 Eberle |

| Arbitri: | Jari Levonen Brent Reiber |

|                                                                       |           |                 |
| Sekera 06:45 Radivojevič 23:16 Miklík 24:58 Kopecký 25:48 Mikúš 26:56 | Marcatori | 34:56 Kalyuzhny |

| Arbitri: | Georg Jablukov Christer Lärking |

|                     |           |                                                                |
| Brunner 33:14 35:04 | Marcatori | 17:11 Auvitu 32:44 T. Da Costa 46:21 Meunier 47:05 S. Da Costa |

| Arbitri: | Antonín Jeřábek Steve Patafie |

|  |           |                                                                                             |
|  | Marcatori | 15:45 45:53 Phaneuf 32:05 Perry 37:03 Burrows 42:57 Kane 43:47 Purcell 56:13 Nugent-Hopkins |

| Arbitri: | Georg Jablukov Brent Reiber |

|  |           |                                                                     |
|  | Marcatori | 16:19 Pacioretty 35:33 Palmieri 37:56 Faulk 42:12 Butler 44:08 Ryan |

| Arbitri: | David Lewis Steve Patafie |

|  |           |             |
|  | Marcatori | 18:13 Tatar |

| Arbitri: | Martin Fraňo Jari Levonen |

|                 |           |                                  |
| Kalyuzhny 08:15 | Marcatori | 37:57 Hecquefeuille 58:43 Auvitu |

| Arbitri: | Antonín Jeřábek Christer Lärking |

|                |           |                                                  |
| Puškarev 49:03 | Marcatori | 24:02 Jokinen 31:38 Mäenpää 37:43 41:15 Filppula |

| Arbitri: | Georg Jablukov Steve Patafie |

|                                                                     |           |                    |
| O'Reilly 02:16 48:16 Perry 29:10 Getzlaf 32:46 Nugent-Hopkins 34:11 | Marcatori | 41:15 S. Kostitsyn |

| Arbitri: | Antonín Jeřábek Brent Reiber |

|                                                                    |           |                                                               |
| Bartovič 02:36 Kopecký 06:50 Handzuš 35:26 Radivojevič 40:39 50:27 | Marcatori | 07:11 Y. Treille 15:00 T. Da Costa 39:21 Fleury 45:17 Roussel |

| Arbitri: | Martin Fraňo Christer Lärking |

|                                                                   |           |                                       |
| Ryan 22:39 Fowler 36:52 Stastny 45:22 Goligoski 26:04 Petry 54:59 | Marcatori | 20:21 I. Rüthemann 54:43 M. Trachsler |

| Pos. |             | PG | V | VOT | POT | P | GF | GS | DR  | Pt |
| 1.   | Canada      | 7  | 6 | 0   | 1   | 0 | 35 | 15 | +20 | 19 |
| 2.   | Stati Uniti | 7  | 4 | 2   | 0   | 1 | 32 | 17 | +15 | 16 |
| 3.   | Finlandia   | 7  | 5 | 0   | 0   | 2 | 21 | 14 | +7  | 15 |
| 4.   | Slovacchia  | 7  | 5 | 0   | 0   | 2 | 21 | 13 | +8  | 15 |
| 5.   | Francia     | 7  | 3 | 0   | 0   | 4 | 21 | 32 | -11 | 9  |
| 6.   | Svizzera    | 7  | 2 | 0   | 0   | 5 | 16 | 21 | -5  | 6  |
| 7.   | Bielorussia | 7  | 1 | 0   | 0   | 6 | 11 | 23 | -12 | 3  |
| 8.   | Kazakistan  | 7  | 0 | 0   | 1   | 6 | 11 | 33 | -22 | 1  |

### Girone S
| Arbitri: | Danny Kurmann Steve Patafie |

|                                           |           |  |
| Schubert 16:16 Reimer 22:42 Fischer 45:11 | Marcatori |  |

| Arbitri: | Keith Kaval David Lewis |

|                            |           |  |
| Hemsky 39:55 Tenkrát 57:21 | Marcatori |  |

| Arbitri: | Vladimír Baluška Brent Reiber |

|                                               |           |              |
| Silfverberg 16:48 Krüger 22:29 Eriksson 44:18 | Marcatori | 20:20 Hansen |

| Arbitri: | Keith Kaval David Lewis |

|                              |           |                                                             |
| Indrašis 11:32 Cipulis 55:21 | Marcatori | 33:45 Nikulin 36:29 45:03 Malkin 50:53 Popov 56:53 Kuznecov |

| Arbitri: | Antti Boman Jari Levonen |

|                                                               |           |                  |
| Franzén 02:42 N. Kronwall 20:50 Lundqvist 50:24 Persson 58:04 | Marcatori | 43:44 Petružálek |

| Arbitri: | Vladimír Baluška Antti Boman |

|                                |           |                                                     |
| Eller 20:14 Jensen 24:42 31:53 | Marcatori | 14:12 Ansoldi 14:30 33:56 De Marchi 60:52 Scandella |

| Arbitri: | Danny Kurmann Steve Patafie |

|                                                            |           |                        |
| Kuznecov 21:21 Denisov 27:01 Kulëmin 32:46 Perežogin 40:40 | Marcatori | 30:34 Ask 35:52 Holtet |

| Arbitri: | Jari Levonen Brent Reiber |

|                           |           |                                             |
| Tripp 24:58 Hospelt 32:03 | Marcatori | 11:09 Indrašis 23:10 Rēdlihs 52:15 Širokovs |

| Arbitri: | David Lewis Brent Reiber |

|                                        |                |                                     |
| Hemsky 16:41 Krejčí 37:04 Frolík 47:56 | Marcatori      | 11:16 Olimb 21:39 Spets 50:51 Holøs |
| Hemsky Nedvěd Krejčí                   | Shootout 1 – 0 | Skrøder Thoresen Ask                |

| Arbitri: | Keith Kaval Steve Patafie |

|                                           |           |                                                                             |
| Hardt 18:27 38:47 Eller 40:21 Green 51:27 | Marcatori | 02:06 11:43 Stålberg 06:06 11:05 Eriksson 20:43 Alfredsson 29:16 Zetterberg |

| Arbitri: | Keith Kaval Konstantin Olenin |

|                                                                      |           |  |
| Ķēniņš 18:24 Meija 24:16 Bārtulis 37:54 Indrašis 40:43 Rēdlihs 42:31 | Marcatori |  |

| Arbitri: | Vladimír Baluška Antti Boman |

|                               |           |  |
| Žerdev 19:51 Tereščenko 50:35 | Marcatori |  |

| Arbitri: | Vladimír Baluška Vjačeslav Bulanov |

|                                                                              |           |                           |
| Trygg 03:06 48:11 Thoresen 16:51 Holtet 24:27 Bastiansen 30:35 Skrøder 54:49 | Marcatori | 05:11 Ansoldi 32:35 Egger |

| Arbitri: | Danny Kurmann Konstantin Olenin |

|                                                         |           |                            |
| Krüger 01:17 Stålberg 28:14 Persson 42:30 Franzén 48:32 | Marcatori | 19:59 Gogulla 36:58 Reimer |

| Arbitri: | Lars Brüggemann Morgan Johansson |

|             |           |                                           |
| Eller 04:11 | Marcatori | 02:08 Medvedev 13:35 Malkin 26:32 Kalinin |

| Arbitri: | Vjačeslav Bulanov Danny Kurmann |

|                                            |           |               |
| Michálek 28:58 Nedvěd 50:50 Plekanec 53:22 | Marcatori | 23:55 Bērziņš |

| Arbitri: | Morgan Johansson Konstantin Olenin |

|  |           |                                                                        |
|  | Marcatori | 05:56 Nedvěd 12:45 Novotný 27:15 32:45 Čáslava 31:45 Hemský 54:29 Erat |

| Arbitri: | Antti Boman Keith Kaval |

|                                                                                 |           |                                               |
| Popov 10:27 Malkin 36:00 42:40 51:08 Emelin 38:27 Perežogin 40:15 Denisov 59:06 | Marcatori | 05:57 Karlsson 14:33 Zetterberg 29:36 Franzén |

| Arbitri: | Lars Brüggemann Konstantin Olenin |

|                                            |           |  |
| Holøs 12:43 Martinsen 25:54 Thoresen 38:43 | Marcatori |  |

| Arbitri: | Vladimír Baluška Danny Kurmann |

|                                |           |             |
| Greilinger 37:10 Gogulla 48:24 | Marcatori | 21:35 Green |

| Arbitri: | Antti Boman Vjačeslav Bulanov |

|  |           |                                                               |
|  | Marcatori | 05:13 Krüger 19:12 S. Kronwall 25:45 Karlsson 41:45 Landeskog |

| Arbitri: | Lars Brüggemann Danny Kurmann |

|                              |           |  |
| Perežogin 00:24 Malkin 40:44 | Marcatori |  |

| Arbitri: | Vjačeslav Bulanov Keith Kaval |

|                                                    |           | |
| Reimer 38:25 Krüger 41:01 Kink 46:27 Fischer 57:17 | Marcatori | 00:20 01:28 32:07 Thoresen 05:07 Røymark 23:16 Spets 24:12 Kaunismäki 27:52 Holøs 33:24 40:44 Skrøder 34:07 52:05 Trygg 43:15 Hansen |

| Arbitri: | Lars Brüggemann Vjačeslav Bulanov |

|  |           |                          |
|  | Marcatori | 24:48 Green 35:23 Madsen |

| Arbitri: | Vladimír Baluška Morgan Johansson |

|  |           |                                               |
|  | Marcatori | 10:35 Dacjuk 24:28 Kuznecov 28:07 53:38 Popov |

| Arbitri: | Morgan Johansson Danny Kurmann |

|                                                                            |           |                            |
| Spets 26:12 Ask 27:29 Skrøder 35:35 Holøs 37:53 Thoresen 39:39 Trygg 55:39 | Marcatori | 43:03 Madsen 47:50 Poulsen |

| Arbitri: | Vjačeslav Bulanov Konstantin Olenin |

|                                                                                                   |           |                  |
| Hemský 01:58 Krajíček 10:34 Erat 16:05 Koukal 25:01 44:34 Krejčí 29:55 Novotný 34:22 Blaťák 46:42 | Marcatori | 07:36 Greilinger |

| Arbitri: | Vladimír Baluška Lars Brüggemann |

|                                                                 |           |  |
| Eriksson 04:39 Silfverberg 14:40 Zetterberg 33:45 Franzén 52:18 | Marcatori |  |

| Pos. |           | PG | V | VOT | POT | P | GF | GS | DR  | Pt |
| 1.   | Russia    | 7  | 7 | 0   | 0   | 0 | 27 | 8  | +19 | 21 |
| 2.   | Svezia    | 7  | 6 | 0   | 0   | 1 | 29 | 15 | +14 | 18 |
| 3.   | Rep. Ceca | 7  | 4 | 1   | 0   | 2 | 24 | 11 | +13 | 14 |
| 4.   | Norvegia  | 7  | 4 | 0   | 1   | 2 | 33 | 19 | +14 | 13 |
| 5.   | Lettonia  | 7  | 2 | 0   | 0   | 4 | 11 | 14 | -6  | 6  |
| 6.   | Germania  | 7  | 2 | 0   | 0   | 5 | 14 | 31 | -17 | 6  |
| 7.   | Danimarca | 7  | 1 | 0   | 1   | 5 | 13 | 23 | -10 | 4  |
| 8.   | Italia    | 7  | 0 | 1   | 0   | 6 | 6  | 31 | -25 | 2  |

## Fase ad eliminazione diretta
|  | Quarti di finale | Quarti di finale | Quarti di finale |            |            | Semifinali | Semifinali | Semifinali |           |                 | Finale          | Finale          | Finale |  |
|  |                  |                  |                  |            |            |            |            |            |           |                 |                 |                 |        |  |
|  | H1               | Canada           | 3                |            |            |            |            |            |           |                 |                 |                 |        |  |
|  | H1               | Canada           | 3                |            |            |            |            |            |           |                 |                 |                 |        |  |
|  | H4               | Slovacchia       | 4                |            |            |            |            |            |           |                 |                 |                 |        |  |
|  | H4               | Slovacchia       | 4                |            | Rep. Ceca  | Rep. Ceca  | 1          |            |           |                 |                 |                 |        |  |
|  |                  |                  |                  |            | Rep. Ceca  | Rep. Ceca  | 1          |            |           |                 |                 |                 |        |  |
|  |                  |                  | Slovacchia       | Slovacchia | 3          |            |            |            |           |                 |                 |                 |        |  |
|  | S2               | Svezia           | Slovacchia       | Slovacchia | 3          | 3          |            |            |           |                 |                 |                 |        |  |
|  | S2               | Svezia           |                  |            |            |            |            |            |           |                 |                 |                 |        |  |
|  | S3               | Rep. Ceca        | 4                |            |            |            |            |            |           |                 |                 |                 |        |  |
|  | S3               | Rep. Ceca        | 4                |            | Slovacchia | Slovacchia | 2          |            |           |                 |                 |                 |        |  |
|  |                  |                  |                  |            |            |            |            |            |           |                 |                 |                 |        |  |
|  |                  |                  | Russia           | Russia     | 6          |            |            |            |           |                 |                 |                 |        |  |
|  | S1               | Russia           | Russia           | Russia     | 6          | 5          |            |            |           |                 |                 |                 |        |  |
|  | S1               | Russia           |                  |            |            | 5          |            |            |           |                 |                 |                 |        |  |
|  | S4               | Norvegia         | 2                |            |            |            |            |            |           |                 |                 |                 |        |  |
|  | S4               | Norvegia         | 2                |            | Russia     | Russia     | 6          |            |           | Finale 3º posto | Finale 3º posto | Finale 3º posto |        |  |
|  |                  |                  |                  |            | Russia     | Russia     | 6          |            |           |                 |                 |                 |        |  |
|  |                  |                  | Finlandia        | Finlandia  | 2          |            |            |            |           |                 |                 |                 |        |  |
|  | H2               | Stati Uniti      | Finlandia        | Finlandia  | 2          | 2          |            |            | Rep. Ceca | Rep. Ceca       | 3               |                 |        |  |
|  | H2               | Stati Uniti      |                  |            |            |            |            |            | Rep. Ceca | Rep. Ceca       | 3               |                 |        |  |
|  | H3               | Finlandia        | 3                |            |            | Finlandia  | Finlandia  | 2          |           |                 |                 |                 |        |  |

### Quarti di finale
| Arbitri: | Martin Fraňo Antonín Jeřábek |

|                                        |           |                                                        |
| Kane 16:14 Skinner 26:30 Burrows 37:43 | Marcatori | 05:57 Kopecký 09:14 Šatan 53:25 Bartovič 57:32 Handzuš |

| Arbitri: | Lars Brüggemann Danny Kurmann |

|                                                                   |           |                              |
| Ovečkin 11:33 Popov 14:09 Emelin 40:55 Žerdev 50:43 Nikulin 54:52 | Marcatori | 07:26 Skrøder 20:28 Thoresen |

| Arbitri: | Vjačeslav Bulanov Konstantin Olenin |

|                           |           |                                 |
| Palmieri 33:48 Ryan 41:49 | Marcatori | 33:27 59:51 Joensuu 53:02 Koivu |

| Arbitri: | Jari Levonen Brent Reiber |

|                                                |           |                                                      |
| Eriksson 07:10 Zetterberg 39:15 Ericsson 40:45 | Marcatori | 11:50 Nedvěd 16:56 Novotný 30:27 Erat 59:31 Michálek |

### Semifinali
| Arbitri: | Antonín Jeřábek Brent Reiber |

|                                                                    |           |                              |
| Malkin 15:33 19:06 37:46 Ovečkin 29:47 Kokarev 41:05 Šikorov 48:41 | Marcatori | 07:28 Niskala 56:04 Granlund |

| Arbitri: | Lars Brüggemann Jari Levonen |

|              |           |                                 |
| Frolík 30:45 | Marcatori | 15:52 40:56 Šatan 44:23 Hudáček |

### Finale per il 3º posto
| Arbitri: | Vjačeslav Bulanov Danny Kurmann |

|                             |           |                                         |
| Pyörälä 16:53 Jokinen 49:01 | Marcatori | 12:17 Průcha 17:22 Novotný 19:07 Krejčí |

### Finale
| Arbitri: | Antonín Jeřábek Brent Reiber |

|                                                                              |           |                   |
| Sëmin 09:57 35:22 Perežogin 26:10 Tereščenko 33:31 Dacjuk 43:55 Malkin 58:02 | Marcatori | 01:06 49:37 Chára |

## Classifica marcatori
| Giocatore         | PG | G  | A  | Pt | +/- | MP |
| ----------------- | -- | -- | -- | -- | --- | -- |
| Evgenij Malkin    | 10 | 11 | 8  | 19 | +16 | 4  |
| Patrick Thoresen  | 8  | 7  | 11 | 18 | +6  | 4  |
| Henrik Zetterberg | 8  | 3  | 12 | 15 | +6  | 4  |
| Loui Eriksson     | 8  | 5  | 8  | 13 | +7  | 2  |
| Per-Åge Skrøder   | 8  | 5  | 7  | 12 | +7  | 2  |
| Aleksandr Popov   | 10 | 4  | 8  | 12 | +15 | 2  |
| Max Pacioretty    | 8  | 2  | 10 | 12 | +5  | 4  |
| Mikko Koivu       | 10 | 3  | 8  | 11 | 0   | 4  |
| Duncan Keith      | 8  | 1  | 10 | 11 | +7  | 0  |
| Valtteri Filppula | 10 | 4  | 6  | 10 | +1  | 6  |

Fonte: IIHF.com

## Classifica portieri
| Giocatore      | Min | TC     | GS | SO | MGS  | Sv%   |
| -------------- | --- | ------ | -- | -- | ---- | ----- |
| Semën Varlamov | 214 | 440:00 | 13 | 1  | 1.77 | 93.93 |
| Jakub Štěpánek | 98  | 242:07 | 6  | 1  | 1.49 | 93.88 |
| Jakub Kovář    | 166 | 351:14 | 12 | 1  | 2.05 | 92.77 |
| Ján Laco       | 250 | 524:10 | 19 | 0  | 2.17 | 93.69 |
| Vital' Koval'  | 163 | 266:26 | 13 | 0  | 2.93 | 92.02 |

Fonte: IIHF.com

## Classifica finale
| Pos | Squadra     |
| --- | ----------- |
| 1   | Russia      |
| 2   | Slovacchia  |
| 3   | Rep. Ceca   |
| 4   | Finlandia   |
| 5   | Canada      |
| 6   | Svezia      |
| 7   | Stati Uniti |
| 8   | Norvegia    |
| 9   | Francia     |
| 10  | Lettonia    |
| 11  | Svizzera    |
| 12  | Germania    |
| 13  | Danimarca   |
| 14  | Bielorussia |
| 15  | Italia      |
| 16  | Kazakistan  |

| Campioni del mondo di hockey su ghiaccio 2012 |
| Russia 4º titolo                              |

Il piazzamento finale è stabilito dai seguenti criteri:
- Posizioni dal 1º al 4º posto: i risultati della finale e della finale per il 3º posto
- Posizioni dal 5º all'8º posto (squadre perdenti ai quarti di finale): il piazzamento nei gironi preliminari; in caso di ulteriore parità, la differenza reti nei gironi preliminari.
- Posizioni dal 9º al 14º posto (squadre non qualificate per la fase ad eliminazione diretta): il piazzamento nei gironi preliminari; in caso di ulteriore parità, la differenza reti nei gironi preliminari.
- Posizioni dal 15º al 16º posto: ultime due classificate nei gironi preliminari.

| Promosse nel Gruppo A:         | Slovenia | Austria    |
| Retrocesse in Prima Divisione: | Italia   | Kazakistan |

### Riconoscimenti

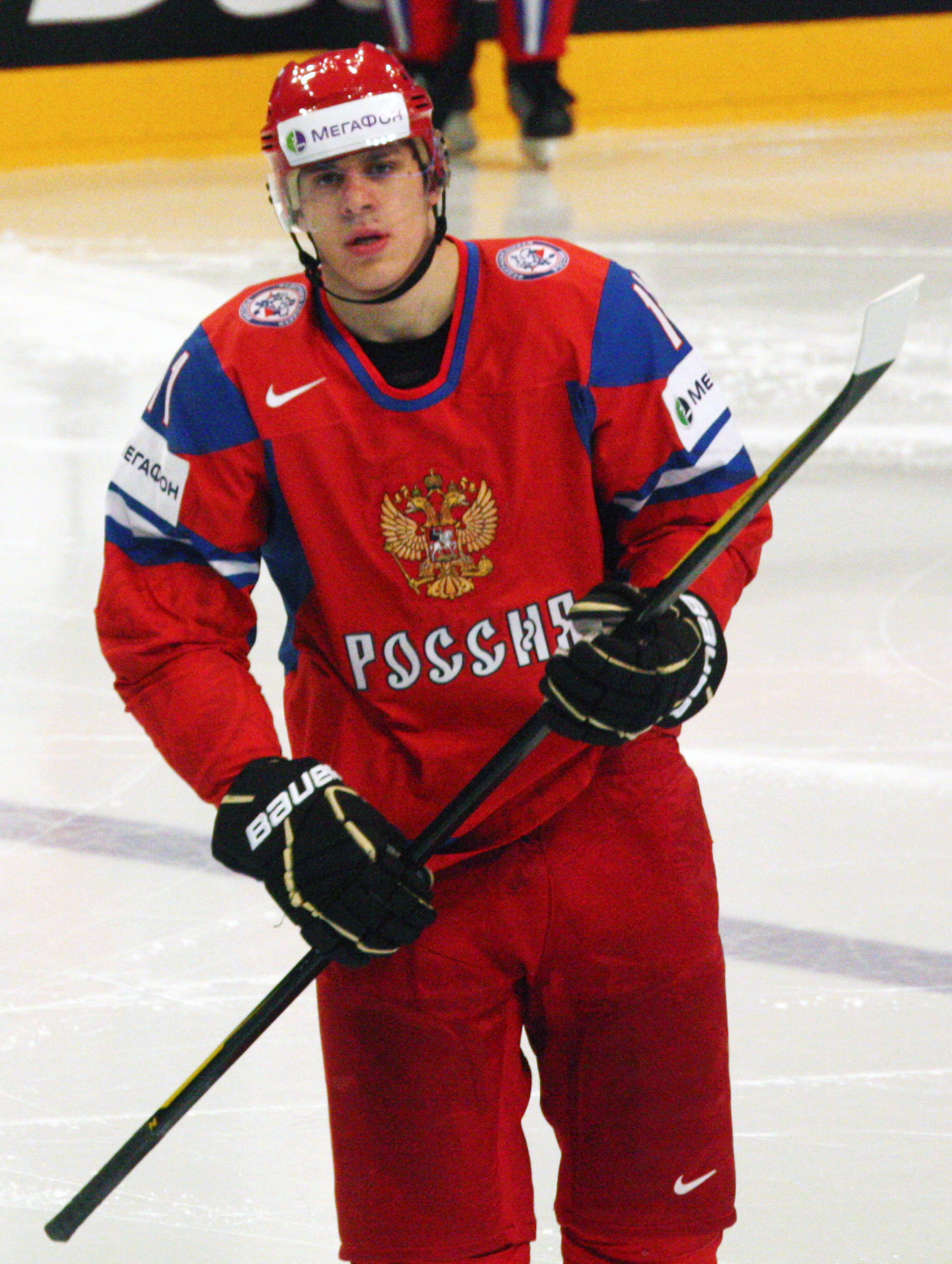
Evgenij Malkin, miglior giocatore e capocannoniere del torneo.

Riconoscimenti individuali

| Premio                  | Giocatore      |
| ----------------------- | -------------- |
| Miglior giocatore (MVP) | Evgenij Malkin |
| Miglior portiere        | Ján Laco       |
| Miglior difensore       | Zdeno Chára    |
| Miglior attaccante      | Evgenij Malkin |

All-Star Team

| Attacco:  | Evgenij Malkin – Henrik Zetterberg – Patrick Thoresen |
| Difesa:   | Zdeno Chára – Il'ja Nikulin                           |
| Portiere: | Ján Laco                                              |